# Wolframbronze
Wolframbronzen sind oxidische Verbindungen des Wolframs mit der allgemeinen Formel MxWOn (W = Wolfram, M muss ein ein-, zwei- oder dreiwertiges Element sein), die unter anderem durch Reduktion von Wolfram(VI)-oxid (WO3) entstehen. Dabei liegt das Wolfram gleichzeitig in den Oxidationsstufen +6 und +5 vor. Die Summenformel MxWO3 gibt nicht wieder, dass es sich bei den Wolframbronzen um komplizierte nichtstöchiometrische Verbindungen mit Ilmenit-isotypen Phasen handelt.  Die Bezeichnung „Bronze“ rührt von den physikalischen Eigenschaften her; sie besitzen metallischen Glanz und sind je nach M-Metallgehalt elektrisch leitend oder halbleitend.
Na-Bronzen sind zum Beispiel erst ab x > 0,25 elektrische Leiter. Je nach Gehalt x besitzen die Bronzen eine charakteristische Färbung. Für Natriumbronzen mit kleinen Na-Gehalten angefangen von Blauschwarz über Rot und Orange bis hin zu Goldgelb. Wolframbronzen mit einem Natriumgehalt von 0,3 < x < 0,9 kristallisieren im kubischen Perowskit-Typ.
Alkali-Wolframbronzen können allgemein durch Festkörperreaktion von alkalihaltigem Wolframat mit WO3 und Wolfram hergestellt werden.
Beispiel Natriumwolframbronze:
{\displaystyle \mathrm {x/2Na_{2}WO_{4}+(3-2x)/3WO_{3}+x/6W\longrightarrow Na_{x}WO_{3}} }
Es gibt weitere Bronzen mit anderen Alkali- und Erdalkalimetallen, mit Übergangsmetallen, Seltenerden sowie analoge Bronzen des Molybdäns.
Weiterhin existieren Alkali- und Erdalkalimetallhaltige Verbindungen, die kein Wolfram enthalten und nur nach dem Strukturtyp Wolframbronze genannt werden. Beispiele hierfür wären SrNb2O6, Ca2NaNb5O15, K3Li2Nb5O15.